# چندنمودی

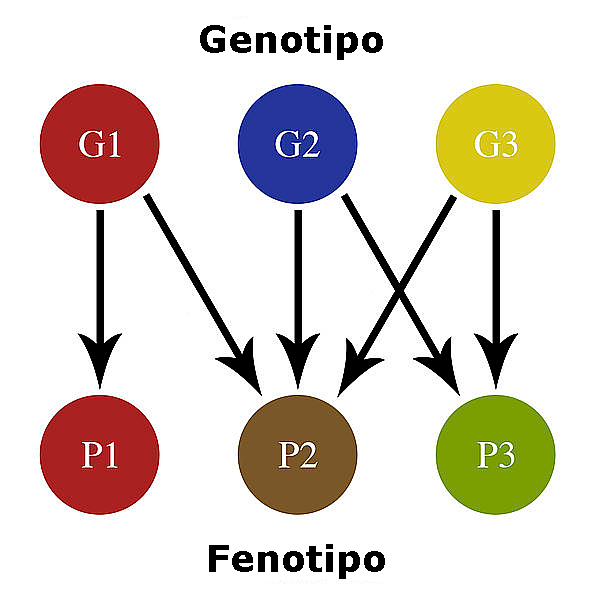
چندنمودی

در دانش ژنتیک به پدیده‌ای که تظاهرات چندگانهٔ رخ‌نمودی یک ژن را نشان می‌دهد، چندنمودی یا پلیوتروپی (انگلیسی: Pleiotropy) می‌گویند.
زمانی که یک ژن اثرات فنوتیپی متفاوت ایجاد کند در اصطلاح به چندنمودی معروف می‌باشد.
توجیه مولکولی این مطلب به این صورت است که از یک ژن یک mRNA به وجود می‌آید ولی از این mRNA می‌تواند نتایج متنوع و متفاوتی ایجاد شود و در نقاط مختلف بدن اثر خود را نشان دهد. این اثرات می‌تواند در پوست و دستگاه عصبی و ماهیچه و غیره قابل مشاهده باشد.
مثال آن بیماری نوروفیبروماتوز، لکه شیر-قهوه‌ای ندول لش تومور کوچک در عنبیه و عقب ماندگی ذهنی است.
هر چند که جهش در یک ژن و تولید یک آنزیم ناقص، معمولاً یک مسیر زیست‌شیمیایی را متوقف می‌کند، ولی معمولاً اثرات متعددی بر روی فنوتیپ دارد. این اثر همان چندنمودی است. مثال شناخته شده‌ای از این موارد، کم‌خونی داسی‌شکل است که در اثر جهش در ژن مولد زنجیره در هموگلوبین است. این ژن در حالت هموزیگوت سبب تغییر شکل گولبول‌های قرمز می‌شود.